# David R. Montgomery

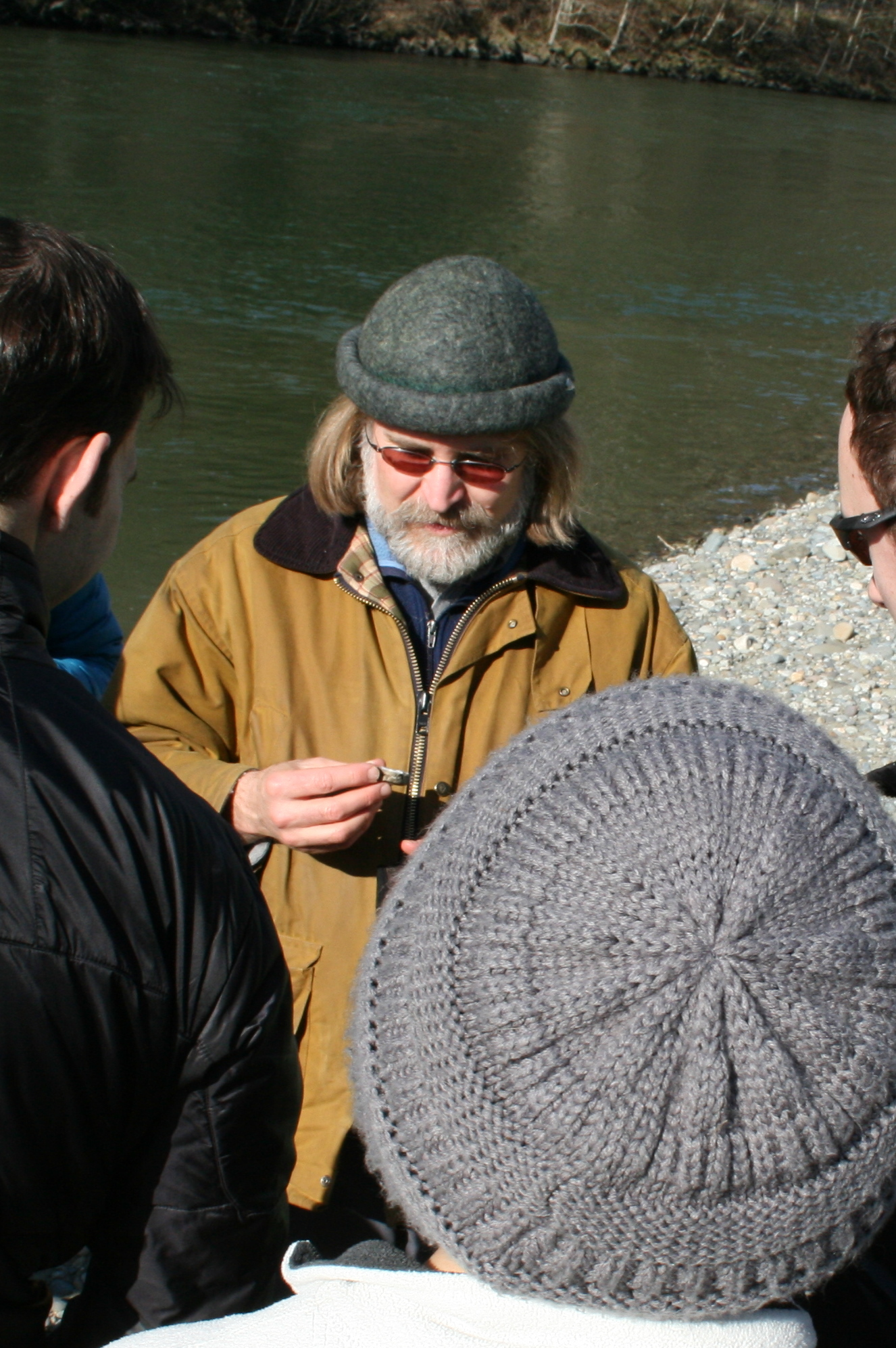
David R. Montgomery (2011).

David R. Montgomery (* 7. September 1961) ist Professor am Department of Earth and Space Sciences der University of Washington in Seattle (USA). Er leitet dort die Forschungsgruppe Geomorphologie und arbeitet zudem am Quaternary Research Center zur Geologie des Quartärs.
Montgomery erlangte 1984 einen Bachelor in Geologie an der Stanford University und promovierte 1991 an der University of California, Berkeley, in Geomorphologie. Er forscht zur Entwicklung der Topografie und zum Einfluss geomorphologischer Prozesse auf Ökosysteme und menschliche Gesellschaften. Zu seinen Veröffentlichungen gehören Studien zur Rolle des Oberbodens in der Zivilisationsgeschichte, zur Evolution und zum lokalen Aussterben des Lachses, zu morphologischen Prozessen in Bergflussgebieten, zur Entstehung von Gebirgszügen und zu Anwendungen der digitalen Topografie. Er führte Feldstudien in Osttibet und dem Pazifischen Nordwesten der USA durch.
2008 erhielt Montgomery ein MacArthur Fellowship. Für sein Buch Dirt: The Erosion of Civilizations (dt.: Dreck. Warum unsere Zivilisation den Boden unter den Füßen verliert) wurde er im gleichen Jahr mit dem Washington State Book Award in der Sparte Sachbuch ausgezeichnet. 2020 wurde er mit der Vega-Medaille der Schwedischen Gesellschaft für Anthropologie und Geographie geehrt.